# III. León bizánci császár

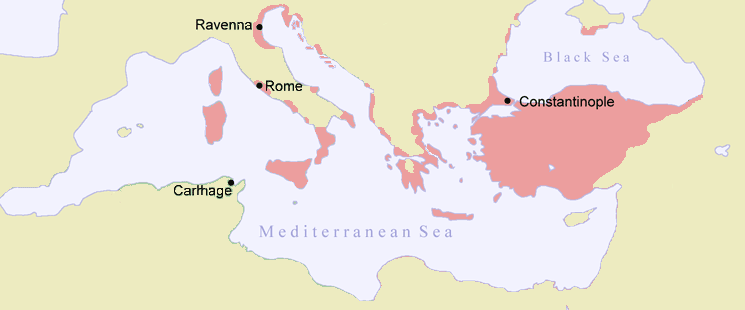
A Bizánci Birodalom 717-ben

III. León (görögül: Λέων Γ΄, latinul: Leo, (Kahramanmaraş, 675 – Konstantinápoly, 741. június 18.), (császár: 717. március 25. – 741. június 18.) a Bizánci Birodalom császára volt, akit III. Theodosziosz ellenében tettek trónra az Anatolikon thema katonái. Nevéhez az arabok előretörésének megállítása és a képrombolási harcok megkezdése fűződik.

## Előmenetele
León Észak-Szíria egy szegény sorsú családjában született, de gyermekkorában családját Trákia területére telepítették II. Iusztinianosz intézkedései értelmében. 705-ben kezdett emelkedni a szerencsecsillaga, amikor a 10 év óta száműzetésben levő uralkodó Konstantinápoly felé vonult bolgár és szláv szövetségeseivel, és az egyszerű sztratióta, Leó felajánlotta neki a szolgálatait. Ettől kezdve töretlen volt a karrierje, főleg miután tehetségéről egy kaukázusi expedíció során is tanúbizonyságot tett. II. Anasztasziosz a kiváló tisztet a kis-ázsiai Anatolikon thema élére tette meg, ő pedig az Opszikion thema által trónra tett III. Theodosziosz ellen az Armeniakon sztratégoszával, Artabaszdosszal karöltve fellázadt. Hat hónapos harc után elfogta a császárt, aki lemondott javára a trónról. Leó 717. március 25-én vonult be a fővárosba, és a Hagia Szophiában koronázták meg.

## Az arabok megállítása
A trónviszályoktól megosztott birodalom felett már évek óta lebegett egy elsöprő erejű muszlim támadás réme, amely 717-ben meg is indult. Leó szerencséjére II. Anasztasziosz már megtette a szükséges lépéseket a város védelmére, amiket az új uralkodó továbbfejleszthetett. Augusztus 15-én Szulejmán kalifa testvére, Maszlama szárazföldi hadereje és flottája megkezdte Konstantinápoly ostromát.
A város kitartott, és a támadók elleni harcban nagy segítségükre volt a görögtűz, a szövetséges Tervel bolgár kán hadserege és a rendkívül kemény tél. 718. augusztus 15-én, pontosan egy évvel az ostrom megkezdése után az arab sereg elvonult Konstantinápoly falai alól. A siker hatalmas volt, Európa IV. Konstantin uralkodása után negyven évvel ismét megmenekült a keleti hódítóktól.
A harc azonban messze nem ért véget. Némi szünetet követően 726-tól kezdve évről évre új arab hadjáratok indultak Anatóliában. A muszlimok terjeszkedését a Kaukázusba és Örményországba folyton betörő kazárok nehezítették meg, akik Bizánccal fennálló szövetségüket a trónörökös Konstantin és a kagán lányának 733-as esküvője pecsételték meg. Ennek ellenére Kaiszareia elesett, és még Nikaiát is bevették. 740-ben Leó végül nagy győzelmet aratott az akroinoni csatában.

## Adminisztratív reformok
Miután a birodalom megmenekült a pusztulástól, Leó hozzálátott a stabilitás biztosításához. Már csak saját példáján is okulva felismerte, hogy a themák sztratégoszai kezében túlzottan nagy hatalom összpontosul, így intézkedett az Anatolikon felosztásáról. Elképzelhető, hogy a Karabisziani thema felosztása is a nevéhez kötődik, bár a datálás pontatlansága miatt akár II. Anasztaszioszhoz is köthető e lépés. León a Boszporusz keleti partját is magába foglaló Opszikion themát azonban nem osztotta fel, hanem vejére, a trónra jutásban őt támogató hajdani armeniai sztratégoszra, Artabaszdoszra bízta. A lépés hibás volta V. Kónsztantinosz alatt vált bizonyossá.
726-ban Leó és a kiskorú Kónsztantinosz nevében megjelent az Ekloga címet viselő jogi kézikönyv. Alapvetően az I. Justinianus alatt összegyűjtött Corpus Juris Civilis kivonata, amely a mindennapi ítélkezés megkönnyítését szolgálta kis méreteivel és bizonyos témakörök (család- és örökösödési jog) kiemelésével. Mindemellett számos változtatás is megfigyelhető a 6. századi állapotokhoz képest: a keresztényi humanitás jegyében a családokban megszűnik a patria potestas, ellenben keleti hatásra számos, addig ismeretlen testi büntetés (különféle csonkítások) is tartalmazott. A műnek elsősorban a szláv államok jogfejlődésére volt nagy hatása, mivel Bizáncban később nagyrészt elutasították León és fia rossz emlékezete miatt.

## A képrombolás kezdete
Vallásügyek terén Leó uralkodása egyfelől a zsidóüldözésről (pontosabban kötelező áttérítésről) és az ikontisztelet elleni támadásról emlékezetes. Egy ideje nagyrészt az iszlám tanai hatására a kis-ázsiai keresztények körében is terjedni kezdett az emberábrázolás elítélése. Számos magas rangú egyházi vezető – köztük a hereasziarkhának titulált nakóleiai püspök, Kónsztantinosz, illetve Thómasz klaudiopoliszi metropolita – is a képellenzők mellé állt.
A 8. század elején az Omajjádok is nagy harcot indítottak birodalmukon belül a mindenfajta képtisztelet letörésére. 726-ban aztán egy nagy földrengés és a keleti püspökök küldöttsége végleg meggyőzte a császárt arról, hogy az Isten is elítéli a szentképek tiszteletét. Leó eleinte csak prédikációkat tartott és tartatott az ikontisztelet ellen, majd megkezdte a különféle ábrázolások eltávolítását. Konstantinápolyban és általában birodalma nyugati felében lázongás tört ki ennek hatására. Hellasz fellázadt themája még ellencsászárt is állított, de III. León könnyűszerrel legyőzte őt.
León mindennek hatására jobbnak látta egyházi vezetőkkel tárgyalni, de mindhiába: II. Gergely pápa és I. Germanosz pátriárka elítélte ikonoklaszta törekvéseit (igaz ugyan, hogy a pápa emellett igyekezett lecsillapítani az itáliai zavargásokat, hogy megőrizze az egyház egységét). A damaszkuszi udvarban szolgáló Damaszkuszi Szent János írásai is sokat segítettek a képek tisztelői ügyén, Leó azonban hajthatatlan maradt.
730-ban (egyes források szerint még 726-ban) császári ediktum készült, amely elrendelte az ikonok megsemmisítését. Az egyházi és állami vezetők január 17-én összehívott gyűlése csak azután volt hajlandó elfogadni az intézkedést, hogy az ellenkező Germanosz pátriárka helyére a császár akaratát feltétlenül kiszolgáló Anasztaszioszt nevezték ki.
A római trónt elfoglaló III. Gergely pápa az eset hatására zsinatot hívott össze, ami elítélte Leó intézkedéseit. Cserébe Konstantinápolyba menesztett legátusait elfogták. A helyzet számottevően nem változott Leó császár 741-es haláláig: a birodalom nyugati fele továbbra is elégedetlenkedett, és a pápaság fenntartotta szakítását a bizánci udvarral. Az arabverő uralkodó későbbi megítélését nem katonai sikerei, hanem képromboló eretneksége befolyásolta. Ikonoklaszta politikáját fia, a 720-ban társcsászárrá koronázott Kónsztantinosz folytatta.